# Флоровка
Флоровка (укр. Флорівка) — село,
Вольницкий сельский совет,
Чутовский район,
Полтавская область,
Украина.
Код КОАТУУ — 5325480703. Население по переписи 2001 года составляло 249 человек.

## Географическое положение
Село Флоровка находится на берегу реки Свинковка,
выше по течению примыкает село Вольница,
ниже по течению на расстоянии в 1 км расположено село Карнаухи (Полтавский район).
Рядом проходит железная дорога, станция Сторожевой в 2-х км.